# Erebia warreniana
Erebia warreniana är en fjärilsart som beskrevs av De Lesse 1957. Erebia warreniana ingår i släktet Erebia och familjen praktfjärilar. Inga underarter finns listade i Catalogue of Life.